# Миллеровский район

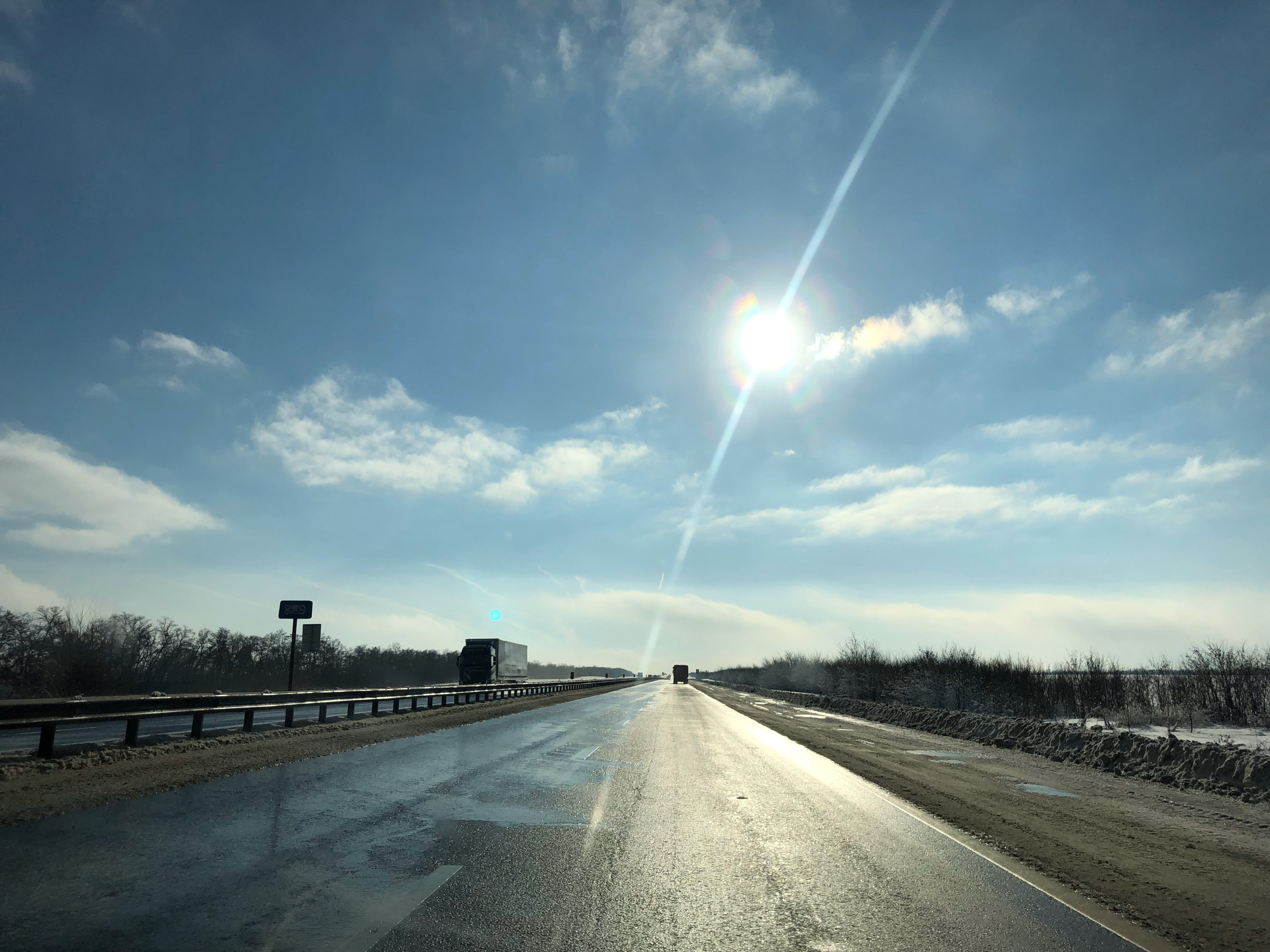
Трасса М4 Дон

Ми́ллеровский райо́н — административно-территориальная единица (район) и муниципальное образование (муниципальный район) в составе Ростовской области Российской Федерации.
Административный центр — город Миллерово.

## География
Миллеровский район располагается на северо-западе Ростовской области. На западе он граничит с Украиной на протяжении 70 км.
Район богат полезными ископаемыми. На его территории осуществляют разработки красных и белых глин, мела, мергеля, кварцев. В Миллеровской районе велики ресурсы для производства портландцемента. Здесь Рогаликское месторождение имеет запасы порядка 12 млрд тонн. Из этих запасов на площади Южно-Рогаликского участка около 20 млн.тонн — с содержанием известкового компонента свыше 50 %, что позволяет изготавливать цементы высших марок качества «А» и «Б» (архитектурные и белые цементы).
Расстояние до Ростова-на-Дону — 219 км.

## История
До революции территория района входила в состав Донецкого округа, центром которого была станица Каменская. Современная территория района сложилась из бывших Миллерово-Глубокинского (1922—1923), Миллеровского, Мальчевско-Полненского (1924—1933), Мальчевского (1933—1965) и Криворожского (1924—1929, 1935—1959) районов. В современных границах Миллеровский район был образован в 1965 году при территориальном делении районов Ростовской области.
В 1941 году в границы современного Миллеровского района входили город Миллерово, а также Волошинский, Криворожский и Мальчевский районы.
Районным центром Мальчевского района было село Мальчевская. В состав района входили следующие сельсоветы: Мальчевский, Марьевский, Никольский, Ольховорогский, Терновский и Туриловский.
Районным центром Криворожского района была слобода Криворожье. В состав района входили следующие сельсоветы: Верхнеталовский, Греково-Станичный, Кашарский, Криворожский, Лютовский, Нижнеольховский, Николо-Покровский, Первомайский, Треневский и Фоминский.
Районным центром Волошинского района была слобода Волошино. В состав района входили следующие сельсоветы: Виктор-Фельдский, Волошинский, Дально-Обливский, Долотино-Журавский, Мальчевско-Полненский, Нижнекамышинский, Нижненагольненский, Никаноровский, Рогаликовский, Сулиновский, Тавридовский и Титовский.
Интересно, что именно из глубинки Миллеровского района, колхоза с названием «Путь к коммунизму», началось движение женщин-механизаторов, которое потом подхватила вся Ростовская область, а за нею — и другие.

## Население
| 2002    | 2009    | 2010    | 2011    | 2012    | 2013    | 2014    | 2015    | 2016    |
| ------- | ------- | ------- | ------- | ------- | ------- | ------- | ------- | ------- |
| 36 591  | ↗70 789 | ↘68 360 | ↘68 233 | ↘67 402 | ↘66 735 | ↘66 116 | ↘65 675 | ↘65 134 |
| 2017    | 2018    | 2019    | 2020    | 2021    |         |         |         |         |
| ↘64 976 | ↘64 563 | ↘63 984 | ↘62 653 | ↗65 050 |         |         |         |         |

### Урбанизация
В городских условиях (Миллерово) проживают 52,65 % населения района.

### Национальный состав
По итогам переписи населения 2020 года проживали следующие национальности (национальности менее 0,1 % и другое см. в сноске к строке «Другие»):
| Национальность | Численность, чел. | Доля     |
| -------------- | ----------------- | -------- |
| Русские        | 60 829            | 94,59 %  |
| Турки          | 687               | 1,07 %   |
| Армяне         | 421               | 0,65 %   |
| Украинцы       | 351               | 0,55 %   |
| Азербайджанцы  | 331               | 0,51 %   |
| Цыгане         | 224               | 0,35 %   |
| Другие         | 1466              | 2,28 %   |
| Итого          | 64 309            | 100,00 % |

## Административно-муниципальное устройство
В Миллеровском районе 119 населённых пунктов в составе одного городского и 12 сельских поселений:
| №  | Городское и сельские поселения     | Административный центр | Количество населённых пунктов | Население | Площадь, км2 |
| -- | ---------------------------------- | ---------------------- | ----------------------------- | --------- | ------------ |
| 1  | Миллеровское городское поселение   | город Миллерово        | 1                             | ↘34 246   | 44,75        |
| 2  | Верхнеталовское сельское поселение | хутор Верхнеталовка    | 13                            | ↘1741     | 189,00       |
| 3  | Волошинское сельское поселение     | слобода Волошино       | 12                            | ↘3383     | 326,00       |
| 4  | Дёгтевское сельское поселение      | слобода Дёгтево        | 9                             | ↘2455     | 297,67       |
| 5  | Колодезянское сельское поселение   | слобода Колодези       | 9                             | ↘1772     | 271,00       |
| 6  | Криворожское сельское поселение    | слобода Криворожье     | 14                            | ↘3107     | 427,16       |
| 7  | Мальчевское сельское поселение     | станица Мальчевская    | 6                             | ↘3660     | 139,00       |
| 8  | Ольхово-Рогское сельское поселение | село Ольховый Рог      | 8                             | ↘2289     | 392,09       |
| 9  | Первомайское сельское поселение    | хутор Малотокмацкий    | 15                            | ↘2406     | 251,00       |
| 10 | Сулинское сельское поселение       | хутор Сулин            | 9                             | ↘1890     | 267,29       |
| 11 | Титовское сельское поселение       | слобода Титовка        | 4                             | ↘899      | 122,00       |
| 12 | Треневское сельское поселение      | посёлок Долотинка      | 8                             | ↘2680     | 156,80       |
| 13 | Туриловское сельское поселение     | хутор Венделеевка      | 11                            | ↘1338     | 353,00       |

## Населённые пункты
Распределение населения района:
 Миллерово (52,65 %) Мальчевская  (5,27 %) Волошино  (3,86 %) Криворожье  (2,34 %) Колодези  (1,83 %) Остальные (34,05 %)
| №   | Населённый пункт          | Тип                           | Население | Муниципальное образование          |
| --- | ------------------------- | ----------------------------- | --------- | ---------------------------------- |
| 1   | Александровский           | хутор                         | 27        | Треневское сельское поселение      |
| 2   | Антоновка                 | хутор                         | 5         | Криворожское сельское поселение    |
| 3   | Ануфриевка                | хутор                         | 153       | Сулинское сельское поселение       |
| 4   | Афанасьевский             | хутор                         | 130       | Волошинское сельское поселение     |
| 5   | Банниково-Александровский | хутор                         | 329       | Верхнеталовское сельское поселение |
| 6   | Белогоровка               | хутор                         | 10        | Дёгтевское сельское поселение      |
| 7   | Беляевск                  | хутор                         | 182       | Туриловское сельское поселение     |
| 8   | Боченков                  | разъезд                       | 0         | Мальчевское сельское поселение     |
| 9   | Венделеевка               | хутор                         | 419       | Туриловское сельское поселение     |
| 10  | Верхнекамышинский         | хутор                         | 19        | Волошинское сельское поселение     |
| 11  | Верхнеталовка             | хутор                         | 492       | Верхнеталовское сельское поселение |
| 12  | Волошино                  | слобода                       | 2512      | Волошинское сельское поселение     |
| 13  | Гернер                    | хутор                         | 172       | Туриловское сельское поселение     |
| 14  | Гетманов                  | хутор                         | 247       | Туриловское сельское поселение     |
| 15  | Горноватовка              | хутор                         | 1         | Первомайское сельское поселение    |
| 16  | Готальский                | хутор                         | 16        | Колодезянское сельское поселение   |
| 17  | Грай-Воронец              | хутор                         | 484       | Дёгтевское сельское поселение      |
| 18  | Греково                   | слобода                       | 629       | Сулинское сельское поселение       |
| 19  | Греково-Петровский        | хутор                         | 52        | Верхнеталовское сельское поселение |
| 20  | Греково-Станичный         | хутор                         | 144       | Верхнеталовское сельское поселение |
| 21  | Гремучий                  | хутор                         | 0         | Криворожское сельское поселение    |
| 22  | Дёгтево                   | слобода                       | 1185      | Дёгтевское сельское поселение      |
| 23  | Долотинка                 | посёлок                       | 880       | Треневское сельское поселение      |
| 24  | Донецкий лесхоз           | хутор                         | 92        | Первомайское сельское поселение    |
| 25  | Дудки                     | хутор                         | 38        | Треневское сельское поселение      |
| 26  | Екатериновка              | хутор                         | 262       | Криворожское сельское поселение    |
| 27  | Еритовка                  | хутор                         | 205       | Дёгтевское сельское поселение      |
| 28  | Жеребковский              | хутор                         | 72        | Сулинское сельское поселение       |
| 29  | Журавка                   | хутор                         | 130       | Сулинское сельское поселение       |
| 30  | Закосьнов                 | хутор                         | 84        | Дёгтевское сельское поселение      |
| 31  | Зелёная Роща              | хутор                         | 332       | Мальчевское сельское поселение     |
| 32  | Зинцева Балка             | хутор                         | 8         | Мальчевское сельское поселение     |
| 33  | Ивановка                  | хутор                         | 300       | Первомайское сельское поселение    |
| 34  | Иллиодоровка              | хутор                         | 53        | Криворожское сельское поселение    |
| 35  | Калиновка                 | хутор                         | 55        | Криворожское сельское поселение    |
| 36  | Калмыковка                | хутор                         | 3         | Волошинское сельское поселение     |
| 37  | Каменка                   | хутор                         | 557       | Криворожское сельское поселение    |
| 38  | Касьяновка                | хутор                         | 25        | Первомайское сельское поселение    |
| 39  | Ключковка                 | хутор                         | 109       | Дёгтевское сельское поселение      |
| 40  | Козыри                    | хутор                         | 63        | Колодезянское сельское поселение   |
| 41  | Колодези                  | слобода                       | 1188      | Колодезянское сельское поселение   |
| 42  | Красная Заря              | хутор                         | 41        | Верхнеталовское сельское поселение |
| 43  | Красная Звезда            | хутор                         | 130       | Сулинское сельское поселение       |
| 44  | Краснянка                 | хутор                         | 247       | Первомайское сельское поселение    |
| 45  | Криворожье                | слобода                       | 1520      | Криворожское сельское поселение    |
| 46  | Кринички                  | хутор                         | 53        | Треневское сельское поселение      |
| 47  | Криничный                 | хутор                         | 187       | Криворожское сельское поселение    |
| 48  | Кудиновка                 | слобода                       | 732       | Колодезянское сельское поселение   |
| 49  | Кузмичевка                | хутор                         | 158       | Туриловское сельское поселение     |
| 50  | Кумшацкий                 | хутор                         | 209       | Верхнеталовское сельское поселение |
| 51  | Ленина                    | хутор                         | 36        | Мальчевское сельское поселение     |
| 52  | Лиман                     | хутор                         | 9         | Дёгтевское сельское поселение      |
| 53  | Локтев                    | хутор                         | 38        | Первомайское сельское поселение    |
| 54  | Луки                      | хутор                         | 53        | Ольхово-Рогское сельское поселение |
| 55  | Малахов                   | хутор                         | 95        | Дёгтевское сельское поселение      |
| 56  | Малотокмацкий             | хутор                         | 599       | Первомайское сельское поселение    |
| 57  | Мальчевская               | станица                       | ↘3431     | Мальчевское сельское поселение     |
| 58  | Мальчевско-Полненская     | слобода                       | 632       | Треневское сельское поселение      |
| 59  | Маринченский              | хутор                         | 2         | Волошинское сельское поселение     |
| 60  | Машлыкино                 | слобода                       | 158       | Титовское сельское поселение       |
| 61  | Мельничный                | хутор                         | 75        | Криворожское сельское поселение    |
| 62  | Миллерово                 | город, административный центр | ↘34 246   | Миллеровское городское поселение   |
| 63  | Нижнебурцев               | хутор                         | 7         | Криворожское сельское поселение    |
| 64  | Нижнекамышинка            | слобода                       | 339       | Волошинское сельское поселение     |
| 65  | Нижненагольная            | слобода                       | 757       | Волошинское сельское поселение     |
| 66  | Нижняя Таловка            | хутор                         | 55        | Верхнеталовское сельское поселение |
| 67  | Никаноровка               | слобода                       | 36        | Волошинское сельское поселение     |
| 68  | Николаевка                | хутор                         | 34        | Туриловское сельское поселение     |
| 69  | Никольская                | слобода                       | 660       | Ольхово-Рогское сельское поселение |
| 70  | Новая Деревня             | хутор                         | 188       | Туриловское сельское поселение     |
| 71  | Новоалександровка         | хутор                         | 45        | Ольхово-Рогское сельское поселение |
| 72  | Новоалександровка         | хутор                         | 62        | Сулинское сельское поселение       |
| 73  | Новоалександровский       | хутор                         | 62        | Волошинское сельское поселение     |
| 74  | Новоандреевка             | хутор                         | 111       | Верхнеталовское сельское поселение |
| 75  | Новоефановка              | хутор                         | 17        | Колодезянское сельское поселение   |
| 76  | Новоивановка              | хутор                         | 25        | Верхнеталовское сельское поселение |
| 77  | Новониколаевка            | хутор                         | 46        | Ольхово-Рогское сельское поселение |
| 78  | Новорусский               | хутор                         | 107       | Волошинское сельское поселение     |
| 79  | Новоспасовка              | хутор                         | 631       | Первомайское сельское поселение    |
| 80  | Новоталовка               | хутор                         | 50        | Верхнеталовское сельское поселение |
| 81  | Новоуколовка              | хутор                         | 25        | Ольхово-Рогское сельское поселение |
| 82  | Обуховка                  | хутор                         | 13        | Первомайское сельское поселение    |
| 83  | Октябрьский               | хутор                         | 42        | Первомайское сельское поселение    |
| 84  | Ольховый Рог              | село                          | 893       | Ольхово-Рогское сельское поселение |
| 85  | Ореховка                  | хутор                         | 112       | Первомайское сельское поселение    |
| 86  | Пантелеевка               | хутор                         | 0         | Туриловское сельское поселение     |
| 87  | Петровский                | хутор                         | 3         | Волошинское сельское поселение     |
| 88  | Подгаевка                 | село                          | 34        | Титовское сельское поселение       |
| 89  | Позднеевка                | слобода                       | 841       | Криворожское сельское поселение    |
| 90  | Полосачи                  | хутор                         | 130       | Туриловское сельское поселение     |
| 91  | Поповка                   | слобода                       | 221       | Мальчевское сельское поселение     |
| 92  | Редкодуб                  | хутор                         | 94        | Первомайское сельское поселение    |
| 93  | Рогалик                   | слобода                       | 564       | Сулинское сельское поселение       |
| 94  | Северный Сад              | хутор                         |           | Первомайское сельское поселение    |
| 95  | Сергеевка                 | хутор                         | 16        | Первомайское сельское поселение    |
| 96  | Спартак                   | хутор                         | 11        | Криворожское сельское поселение    |
| 97  | Старая Станица            | станица                       | 13        | Верхнеталовское сельское поселение |
| 98  | Сулин                     | хутор                         | 611       | Сулинское сельское поселение       |
| 99  | Суровский                 | хутор                         | 10        | Колодезянское сельское поселение   |
| 100 | Сысоево                   | разъезд                       | 0         | Колодезянское сельское поселение   |
| 101 | Тарадинка                 | хутор                         | 149       | Криворожское сельское поселение    |
| 102 | Теплицкий                 | хутор                         | 18        | Колодезянское сельское поселение   |
| 103 | Терновая                  | слобода                       | 595       | Ольхово-Рогское сельское поселение |
| 104 | Терновой                  | хутор                         | 531       | Треневское сельское поселение      |
| 105 | Титовка                   | слобода                       | 814       | Титовское сельское поселение       |
| 106 | Треневка                  | хутор                         | 355       | Треневское сельское поселение      |
| 107 | Туриловка                 | слобода                       | 122       | Туриловское сельское поселение     |
| 108 | Туроверов                 | хутор                         | 204       | Верхнеталовское сельское поселение |
| 109 | Туроверово-Глубокинский   | хутор                         | 289       | Верхнеталовское сельское поселение |
| 110 | Усово                     | посёлок                       | 2         | Сулинское сельское поселение       |
| 111 | Фоминка                   | хутор                         | 540       | Первомайское сельское поселение    |
| 112 | Фроловка                  | хутор                         | 19        | Титовское сельское поселение       |
| 113 | Херсоны                   | хутор                         | 82        | Волошинское сельское поселение     |
| 114 | Хмызов                    | хутор                         | 629       | Дёгтевское сельское поселение      |
| 115 | Хутор имени Ленина        | хутор                         | 113       | Треневское сельское поселение      |
| 116 | Чигиринка                 | хутор                         | 13        | Криворожское сельское поселение    |
| 117 | Шиловка                   | хутор                         | 97        | Колодезянское сельское поселение   |
| 118 | Ямовка                    | хутор                         | 0         | Туриловское сельское поселение     |
| 119 | Ярский                    | посёлок                       | 355       | Ольхово-Рогское сельское поселение |

## Экономика
Сельское хозяйство района специализируется на выращивании и переработке зерновых и масличных культур, а также животноводстве и птицеводстве. Промышленный потенциал представлен предприятиями машиностроительной, химической, горнодобывающей, легкой и пищевой отраслей. Малый бизнес представлен более чем 800 предприятиями и предпринимателями.

### Транспорт
Через район проходит автотрасса М4 «Ростов-на-Дону—Москва». Миллерово также является важным железнодорожным узлом.

## Достопримечательности
Объекты культурного наследия регионального значения:
- Бюст командира звена 44-го скоростного бомбардировочного авиационного полка Северного фронта, старшего лейтенанта, Героя Советского Союза Маркуца Павла Андреевича в селе Криворожский.
- Памятник погибшим танкистам в г. Миллерово.
- Бюст дважды Героя Советского Союза Е. Н. Ефимова в городе Миллерово.
- Памятник летчикам в г. Миллерово.
- Памятник воинам-танкистам в городе Миллерово.
- Мемориал «Жертвам фашизма» (расположен на месте концентрационного лагеря «Дулаг-125»).

Выявленные объекты культурного наследия:
- Никольская церковь в слободе Мальчевско-Полненской.
- Здание церкви во имя Святого Архистратига Михаила в слободе Позднеевка.

В Миллеровском районе, рядом с автотрассой М4, создан памятник женщинам-механизаторам, трудившимся в годы Великой Отечественной войны.

Общий вид
Стела
Скульптура

Памятники археологии Миллеровского района:
- Курганная группа «ГОК-1»(2 кургана).
- Курганная группа «Миллеровский» (2 кургана).
- Курганная группа «Карпов Яр» (3 кургана).
- Курганная группа «Александровский» (2 кургана).
- Курганная группа «Зеленая Дубрава» (2 кургана).
- Курганная группа «Ануфриевский I»(4 кургана).

Всего на учете в Миллеровском районе Ростовской области находится 176 памятников археологии.
В Миллеровском районе сооружены памятники В. И. Ленину. Памятники находятся в с. Нижненагольная и в Волошино, два памятника — в Миллерово.
Храмы и молитвенные дома:
- Церковь Андрея Первозванного в Миллерово. Построена в 1988 году.
- Церковь Михаила Архангела в с. Позднеевка. Построена в русском стиле в 1867 году.
- Церковь Николая Чудотворца в Миллерово.
- Церковь Михаила Архангела в селе Позднеевка[25].